# Ad Sinarum Gentem

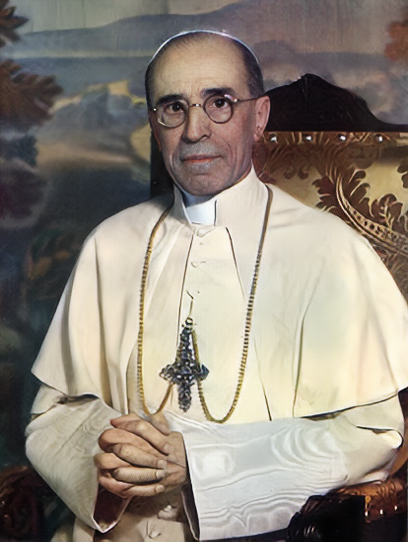
Papież Pius XII

Ad Sinarum Gentem (z łac. do narodu chińskiego) – encyklika papieża Piusa XII wydana 7 października 1954 o podtytule O ponadnarodowości Kościoła.
Papież w tej encyklice poruszył temat prześladowania katolików w komunistycznych Chinach.

## Tło powstania
Od zwycięstwa komunistów w chińskiej wojnie domowej w 1949, Kościół katolicki w Chinach jest prześladowany. Zagraniczni misjonarze byli ówcześnie wydalani lub zamykani w więzieniach. Do więzień i obozów pracy trafiali chińscy kapłani i wierni świeccy. Komuniści podejmowali próby stworzenia kościoła narodowego nieuznającego zwierzchnictwa papieża.

## Treść
Pius XII na początku encykliki przypomina swój list apostolski Cupimus imprimis z 18 stycznia 1952, w którym poruszył tematykę chińską. Stwierdza, że sytuacja katolików chińskich od tamtej pory nie uległa poprawie oraz przypomina o wydaleniu nuncjusza apostolskiego w Chinach. Gratuluję wytrwałości katolikom, którym udaje się wytrwać prześladowania oraz ubolewa nad wiernymi, którzy włączyli się w działania komunistów.
Papież zapewnia, że chińscy katolicy są dobrymi i lojalnymi wobec ojczyzny obywatelami. Przypomina również, że postępuje zastępowanie misjonarzy rodzimymi kapłanami i biskupami oraz o mianowaniu 18 lutego 1946 Thomasa Tiena Ken-sina kardynałem.
Pius XII podkreśla, że wszyscy biskupi muszą być w jedności i w posłuszeństwie biskupowi Rzymu oraz krytykuję podporządkowanie Kościoła rządowi oraz ruch trzech autonomii. Porusza również kwestię finansowania przez zagranicznych katolików Kościoła w Chinach, zapewniając, że nie ma ono podtekstu politycznego.
Papież twierdzi, że sposób głoszenia i nauczania prawd wiary powinien różnić się w zależności od miejsca, a zatem powinien, jeśli to możliwe, odpowiadać naturze i szczególnemu charakterowi Chińczyków, a także ich starożytnym tradycjom. Krytykuję jednakże kapłanów, którzy tworzą własne interpretację Ewangelii, aby podporządkować nauczenie wymaganiom partii komunistycznej.
Cytując Cupimus imprimis: Kościół nie wyodrębnia konkretnego narodu, indywidualnego narodu, ale kocha wszystkich ludzi, bez względu na ich naród czy rasę, z tą nadprzyrodzoną miłością Chrystusa, która z konieczności powinna jednoczyć wszystkich jako braci, Pius XII podkreśla, że Kościół nie może być narodowy i bez łączności ze Stolicą Apostolską.
Pod koniec encykliki papież wzywa do powrotu na ścieżkę pokuty i zbawienia osoby głoszące tezy sprzeczne z nauczeniem Kościoła, raz jeszcze gratuluję katolikom, którzy mimo trudności trwają w wierze oraz udziela błogosławieństwa całemu narodowi chińskiemu.

## Po wydaniu
W kolejnych latach sytuacja katolików w Chińskiej Republice Ludowej uległa dalszemu pogorszeniu. W 1957 powstało Patriotyczne Stowarzyszenie Katolików Chińskich, które de facto jest kościołem narodowym, nieuznającym zwierzchnictwa papieża. W 1958 Pius XII wyda kolejną encyklikę poświęconą Chinom Ad Apostolorum Principis.